# エンパイア (1964年の映画)
『エンパイア』（英: Empire）は、アンディ・ウォーホルの制作による1964年のモノクロ無声映画。ウォーホルの映画作品のうちで最も知られたものの一つ。内容は、ニューヨークのエンパイア・ステート・ビルディングを、一続きのスローモーションで8時間5分の間、定点の長回しでひたすら映し続けるというものである。

## 内容
全面が白の画面から始まり、太陽が沈むと、エンパイア・ステート・ビルディングの姿が現れる。外壁の投光照明が点き、6時間半の間ビルの照明が明滅する。そして次のリールから最後のリールまでは投光照明が消されるため、あとは殆ど真っ暗な画面が続く。撮影時に3本のリールを交換する際、部屋の照明を消す前に撮影が開始されたため、各々で窓にウォーホルとメカスの顔が一瞬写っている。

## 制作
このフィルムは、監督のアンディ・ウォーホルと撮影技師のジョナス・メカスが、7月25日午後8時6分から翌26日午前2時42分にかけて、タイム・ライフ・ビルディング44階（もしくは41階）にあるロックフェラー財団のヘンリー・ゲルツァラーのオフィスにて、16ミリフィルムで撮影した。撮影時は24フレーム/秒だったが、上映は16フレーム/秒で行なう（後述）。従って6時間36分のフィルムが作られたが、上映時には8時間5分の長さになる。
ウォーホルは上映にあたり映写技師としてロブ・トレインズを雇ったが、トレインズはフレーム数とリールの順番を間違えて上映した。『ニューヨーク・タイムズ』紙が好意的なレビューを載せた後、実際のところウォーホルはトレインズの「勘違い」を気に入り、その夏の間ずっと彼を雇った。

## 上映
上映中は出入り自由であり、全編を見ることは求められない。
- 2005年にこの映画はロンドンにあるロイヤル・ナショナル・シアターの外壁の一面 (舞台の裏側にあたる)の全面を使って全編上映された[7][8]。
- 2010年12月4日にノースカロライナ州のチャペルヒルにあるヴァーシティ・シアターで、ノースカロライナ大学チャペルヒル校のアックランド美術館と映画学際プロジェクトによって、音楽の生演奏付きで全編上映された。
- 2013年5月11日に、イタリア・ミラノの MIC (Museo interattivo del Cinema) で全編上映された。
- 2014年2月に、東京・渋谷のシアター・イメージフォーラムで上映された[9]。

## 評価
この映画は、超長時間の定点撮影をするだけでストーリーも無く、全編通覧を期待するわけでもない点で既存の映画の約束事を打ち破るものであり、絵画作品などでも既存の通念への挑戦を続けたウォーホルの前衛芸術家としての姿勢がよく表われている。この作品は、観客という存在から離れて「そこに上映され続けている」ことに意味を持つライブパフォーマンスと見ることもできる。
美術評論家の東野英明は、エリック・サティが一分前後のピアノ曲『ヴェクサシオン』を840回中断せず13時間38分繰り返すよう指示した演奏と『エンパイア』の共通点を指摘した。すなわちそれは単調な礁を重厚な現代文明にぶつけた風穴に深い意味を掴もうとする戦略であり、音楽ではジョン・ケージ、映画では寺山修司にも同様の試みが見られるとした。
美術・映像批評家の西村智弘は、ウォーホルが映画に関わった1963年からの約10年間を「ミニマリズムの時代」「（セミ）ドキュメンタリーの時代」「ナラティブの時代」「プロデュースの時代」の4期に分けた。ウォーホルで最も知られるのは最初のミニマリズムの時代で、これは色、音、編集作業など映画の表現要素を排除してゆくアプローチであり、また24フレーム/秒で撮ったフィルムを16フレーム/秒のスローモーション上映することで独特の時間感覚を作り出し、「何も起こらない」ことを強調するのも特徴として挙げられる。ウォーホルは、1963年に制作した最初の映画作品『スリープ』から始まり『キス』『イート』と次第にミニマリズムの手法を推し進め、それを極限まで突き詰めた究極のミニマリズムが『エンパイア』であると西村は指摘した。
『エンパイア』の映像自体は、超長時間の定点撮影とはいえ、画面の濃度や粒子の移り変わりが単調さの中の多様性を感じさせる。
2004年にこの映画はアメリカ議会図書館のアメリカ国立フィルム登録簿に収録された。理由として、この映画の文化的、歴史的、美学的重要性に加えて、（アンディ・ウォーホル美術館がアングラ映画の世界では唯一無二のウォーホルのフィルムとビデオテープの膨大な目録を保管しているにもかかわらず）オリジナルのリールがもはや保存されていないという危機的状況を鑑みたという点がある。